# ۱۱ زن برزنجیر
۱۱ زن برزنجیر یک ستاره است که در صورت فلکی آندرومدا قرار دارد.